# 莫因特
莫因特，2002年后改称“莫伊恩特”，是哈萨克斯坦卡拉干达州南部舍特区的一个铁路小镇，位於卡拉干达以南361km，莫因特河畔。莫因特站是阿拉山口-德鲁日巴-阿克斗卡（至此为多斯特克支线）-巴尔喀什铁路与外哈萨克铁路干线的接轨站；也是欧亚大陆桥铁路的一個车站，人口2235人（2009年）。
1930年代苏联第二个五年计划期间，建成了卡拉干达至巴爾喀什的490km长的铁路。莫因特站为这段铁路的中间站，1939年开通运营。巴爾喀什建有大型铜冶炼工业体系。1950年长440km的外哈萨克铁路最后一段莫因特-楚建成。莫因特至巴爾喀什的130km铁路成为外哈萨克铁路的支线。阿克斗卡站至莫因特站铁路长487km。哈萨克斯坦2020-2025年“光明之路”国家规划投资170亿美元，包括对多斯特克—莫因特铁路电气化和莫因特—阿克托盖电气化铁路进行现代化改造。